# Peter van Anrooy
Peter van Anrooy, officieel Peter Gijsbert van Anrooij (Zaltbommel, 13 oktober 1879 – 's-Gravenhage, 31 december 1954), was een Nederlands componist en dirigent die zich verzette tegen de nazi's. Van Anrooy werd in Zaltbommel geboren, maar groeide op in Utrecht. 

## Leven en werk
Van 1890 tot 1899 studeerde Van Anrooy piano, viool en compositie aan de Toonkunst Muziekschool te Utrecht. Hij studeerde vervolgens directie bij Willem Kes in Dresden en in Moskou, waar hij ook lessen contrapunt volgde bij Sergej Tanejev. Hij volgde Kes naar Glasgow, waar hij violist werd in diens Scottish Orchestra. In die periode componeerde hij in 1900 zijn bekendste werk, de Piet Hein Rhapsodie voor symfonieorkest, gebaseerd op het lied De Zilvervloot van J.J. Viotta en J.P. Heije. Werk van zijn hand verscheen onder meer bij Muziekuitgeverij A.A. Noske.
Hij speelde ook een jaar in het Tonhalle Orchester Zürich (1902-1903). Hij was dirigent van de Groninger Orkest Vereeniging (GOV) (1905-1911), de Arnhemsche Orkest Vereeniging (AOV) (1911-1917), het Residentie Orkest in Den Haag (1917-1935) en in die stad ook van het Toonkunstkoor (1929-1940). Vanwege zijn verdiensten voor het muziekleven in Groningen, waar hij naast de GOV ook de muziekschool had geleid, werd hij in 1914 eredoctor aan de Rijksuniversiteit Groningen. Bij de AOV toonde hij zich begaan met de slecht betaalde musici door het organiseren van benefietconcerten waarvan de opbrengsten voor de orkestleden bestemd waren.  
Van Anrooy hechtte veel belang aan muziekeducatie en gaf vanaf 1924 regelmatig jeugdconcerten in Den Haag. Ook bij de reguliere abonnementsconcerten praatte hij graag de programmaonderdelen aan elkaar met door het publiek zeer gewaardeerde toelichtingen. Tijdens zo'n concert in 1932 nam hij de gelegenheid te baat een half uur lang te fulmineren tegen de Haagse muziekrecensenten die zijn repertoirekeuzes niet wilden begrijpen en volgens hem de terugloop in bezoekersaantallen hadden veroorzaakt. Hij programmeerde niet alleen het "ijzeren repertoire" van bekende klassieken, maar ook veel werk van levende componisten, onder wie veel Nederlanders. Toen hij in 1935 het Residentie Orkest verliet, was dat deels om gezondheidsredenen en deels omdat ook het behoudende orkestbestuur kritiek had op zijn programmakeuzes.   

## Verzet tegen Nazi's en ontslag door het koningshuis
Van Anrooy behield nog wel zijn functie van vaste dirigent van koninklijke concerten, maar daaraan kwam twee jaar later een einde door zijn principiële en standvastige opstelling. Op 5 januari 1937 weigerden hij en 25 orkestleden het nazistische Horst Wessellied uit te voeren op een galaconcert in Den Haag, voorafgaand aan het huwelijk van kroonprinses Juliana en prins Bernhard, in aanwezigheid van beiden en koningin Wilhelmina. Dit tot grote onvrede van Wilhelmina. Zij stónd erop dat dit lied ten gehore gebracht werd, net als de Duitse diplomaten die bij het concert aanwezig waren en dit hadden geëist.  
Op zondag 3 januari 1937 liet de Nederlandse regering in een nota nog weten dat er op het galaconcert uitsluitend het Wilhelmus zou worden gespeeld, maar twee dagen later meldde de Regeringspersdienst dat ‘ter eere van de Engelsche en Duitsche gasten van H.M de Koningin ….. het Engelsche en het Duitsche volkslied worden gespeeld.’ gevolgd door een verdediging van het Horst Wessellied als ‘onverbrekelijk onderdeel’ van het Duitse volkslied. En: ‘De meening, dat hierin anti-Joodsche uitingen zouden voorkomen, is onjuist.’
De bekende huisdirigent van de Oranjes, dr. Peter van Anrooy, weigerde echter principieel om dit lied te dirigeren en werd op staande voet ontslagen: Wilhelmina liet Van Anrooy vervangen door C.L. Walther Boer, dirigent van de Koninklijke Militaire Kapel, en zo werd het nazi-lied alsnog gespeeld.  
Tijdens het ten gehore brengen van het Horst-Wessellied bracht een aanzienlijk aantal aanwezigen de Hitler-groet en hiertegen ondernamen de oranjes geen actie. 
In een interview zei Van Anrooy hierover later:  
“Zelfs Hare Majesteit stuurde een meneer naar me toe om me te bezweren álles te dirigeren..."een lied, dat niet aan het volk behoort, maar aan een partij, die onder de tonen van dat lied andersdenkenden en joden vervolgt en mishandelt en de vrijheid van het Nederlandse volk bedreigt’. Maar ik heb geweigerd. Ik had me natuurlijk ziek kunnen melden. Ik wás ook ziek na alles wat men mij bij het orkest had aangedaan. Maar ik wilde dat iedereen zou weten dat ik het verdomde dat vervloekte lied te dirigeren. Toen is de kapitein Walther Boer gekomen om het vuile werk te doen. Ik zie die mooie meneer nog staan te knipmessen voor de koninklijke loge...”

## Laatste jaren
Van 1947 tot kort voor zijn dood verzorgde Van Anrooy voor de AVRO-radio de rubriek Inleiding tot muziekbegrip. Hij werd begraven op Oud Eik en Duinen. 

## Familie
Van Anrooy was de broer van historica Josephine van Anrooy.

## Enkele werken
- Mars voor piano vierhandig[1]
- Pianokwartet
- Introductie en Scherzo voor orkest
- Ouverture voor orkest
- Piet Hein Rhapsodie, een bewerking voor orkest van De zilvervloot
- Das kalte Herz, toneelmuziek naar Wilhelm Hauff
- Romance in e mineur voor altviool en piano (1900)
- In het woud. Cantate voor meerstemmig kinderkoor met klavier-begeleiding, op een tekst van Agatha Snellen